# انفصال الجسم الزجاجي الخلفي
انفصال الجسم الزجاجي الخلفي (بالإنجليزية: Posterior vitreous detachment)‏، هي حالة تُصيب عين الإنسان وتكون بانفصال الجسم الزجاجي عن الغِشاء المُحَدَّد الغائِر للشبكية.
لا يسبب انفصال الجسم الزجاجي أي تلف في العين، ولكن في أحيانٍ قليلة قد يرتبط بانفصال الشبكية، وذلك عندما يكون الجسم الزجاجي ملتصقاً بشدة في بعض أجزاء الشبكية، وعندما ينكمش الجسم الزجاجي يشد معه الشبكية ويحدث حدوث فيها، ما قد يتطور إلى انفصال شبكي، وهي حالة طارئة تستدعي التدخل الطبي السريع.
وفي المجمل لا يُعد انفصال الجسم الزجاجي الخلفي مرضاً خطيراً ولا تؤثر أعراضه على مجال الرؤية، وهو قد يُصيب كافة الأعمار ولكنه شائع أكثر عند كبار السن حيث أثبتت عدد من الدراسات أن 75% من الذين تجاوزا سن 65 عاماً يُصبح لديهم انفصال في الجسم الزجاجي الخلفي. كما أنه شائعٌ أكثر لدى النساء.

## الأسباب
الجسم الزجاجي هو عبارة عن مادة هلامية شفافة تملأ تجويف العين، ويكون الماء ما نسبته تسعة وتسعون بالمائة من الجسم الزجاجي، وبالتالي لا يعتبر الجسم الزجاجي بذاته مهماً في عملية الإبصار، ولكن وبمرور الزمن ومع التقدم في العمر ينكمش الجسم الزجاجي ويبتعد عن قاع العين (الشبكية) ويفقد الكثير من صلابته، وهذه التغيرات أكثر احتمالاً للحدوث في الأشخاص المصابين ببعد النظر. عادةً ما يحدث هذا الأمر يحدث بشكلٍ مُفاجئ وقد يحدث بشكلٍ بطيء على مدى عدة أشهر.
الأشخاص الذين يعانون من قصر النظر هم في خطر أعلى بالنسبة لبقية الأعمار. قد يحدث أيضاً بسبب جراحة الساد بعد عدة أسابيع أو أشهر من العملية. ويحدث أيضاً بسبب الانكماش الذي ينجم عن أمراض تنكسية أو الْتِهابِيّة، أو بسبب الرُضوح، أو الحَسَر المُتَرَقٍّ، أو الشيخوخة والسكري، ويحدث كذلك بسبب الضربات واللكمات مثل لكمة المًلاكم أو ضربات الكرة الشديدة.

## الأعراض
تتمثل الأعراض بظهور ما يُسمى بعوائم العين بحيث يرى المرضى نقاطًا سوداء وأليافًا تتحرّك مع حركة العينين. خاصةً عند الخلفيات الفاتحة مثل الجدار الأبيض أو امتداد السماء الزرقاء. وهذه بحد ذاتها لا تُسبب مشكلة ولا تعيق مجال البصر ولكنها قد تكون مُزعجةً أحياناً. وفي حالات أخرى تظهر ومضات ضوئية لدى المريض مع زيادة مُفاجئة للعوائم وفقد أحد جوانب البصر. وهو ما يستدعي سرعة الفحص الدوري.
في حال حدوث تمزق في الأوعية الشبكية، فسيحدث نزيف في الجسم الزجاجي ويزداد فيه العوائم بشكلٍ كبير.

## المضاعفات وعوامل الخطورة
تكمن خطورة انفصال الجسم الزجاجي بارتباطه بانفصال الشبكية. قد يحدث الانفصال في الأسابيع الستة الأولى من حدوث انفصال الجسم الزجاجي. وقد يحدث بعد عدة أشهر. وفي حال عدم حدوث الانفصال فإن الأمر ليس بدرجة عالية من الخطورة.
بشكلٍ عام، لا يُعتبر انفصال الجسم الزجاجي (ما لم يكن مُرتبط بانفصال الشبكية) مرضاً خطيراً ولا يُشكل أي تهديد أو مضاعفات في الرؤية ولا يتطلب أيضاً أي علاج كما أنه لا يستدعي قلق المريض، وفي حال لاحظ المريض زيادة في حجم العوائم أو رؤية ومضات ضوئية فقد تكون هذه إحدى علامات انفصال الشبكية وينبغي عليه مُراجعة الطبيب بأسرع وقتٍ ممكن، كما يُنصح المريض بمزاولة الطبيب في كل فترة للتأكد من عدم وجود أي انفصال للشبكية.

## العلاج
في حال لم يُصاحبها انفصال الشبكية أو تمزق فإن الأمر لا يتطلب علاجاً، حيث ستُصبح عوائم العين أقل وضوحاً مع مرور الوقت من تلقاء نفسها بسبب الاعتياد عليها حتى تختفي في نهاية الأمر وتختفي معها جميع الأعراض في أغلب الحالات. ويُنصح خلال هذه الفترة بمزاولة زيارة الطبيب لفحص العين للتأكد من سلامتها وعدم ارتباطها مع انفصال الشبكية.